# Hemicythere borealis
Hemicythere borealis är en kräftdjursart som först beskrevs av Brady 1868.  Hemicythere borealis ingår i släktet Hemicythere och familjen Hemicytheridae. Inga underarter finns listade i Catalogue of Life.